# Kepler-11
Coordenadas:  19h 48m 27.62s, +41° 54′ 32.9″
Kepler-11 é uma estrela semelhante e um pouco maior do que o Sol, na constelação de Cygnus, localizado a cerca de 2.000 anos-luz da Terra. E está localizado dentro do campo de visão da sonda Kepler, o satélite que a Missão Kepler da NASA utiliza para detectar planetas que passam em trânsito na frente de suas estrelas. Anunciado em 2 de fevereiro de 2011, o sistema de estrelas é um dos mais compactos e mais planos ainda descobertos. É o primeiro caso de um sistema de estrelas descoberto com seis planetas em trânsito. Todos os planetas descobertos são maiores que a Terra, com os maiores sendo do tamanho de Netuno.

## Nomenclatura e história
Kepler-11 e seus planetas foram descobertos pela Missão Kepler da NASA, uma missão encarregada de descobrir planetas em trânsito ao redor de suas estrelas. O método de trânsito que Kepler usa envolve detectar variações no brilho das estrelas. Estas variações no brilho podem ser interpretadas como planetas cujas órbitas se mover na frente de suas estrelas a partir da perspectiva da Terra. Kepler-11 é o primeiro sistema exoplanetário descoberto com mais de três planetas em trânsito.
Kepler-11 é denominado para a Missão Kepler: foi a 11º estrela com planetas confirmados descobertos no campo de vista do Kepler. Os planetas são nomeados em ordem alfabética, começando com o mais perto da estrela: b, c, d, e, f e g, que estão marcados para o nome de sua estrela-mãe.

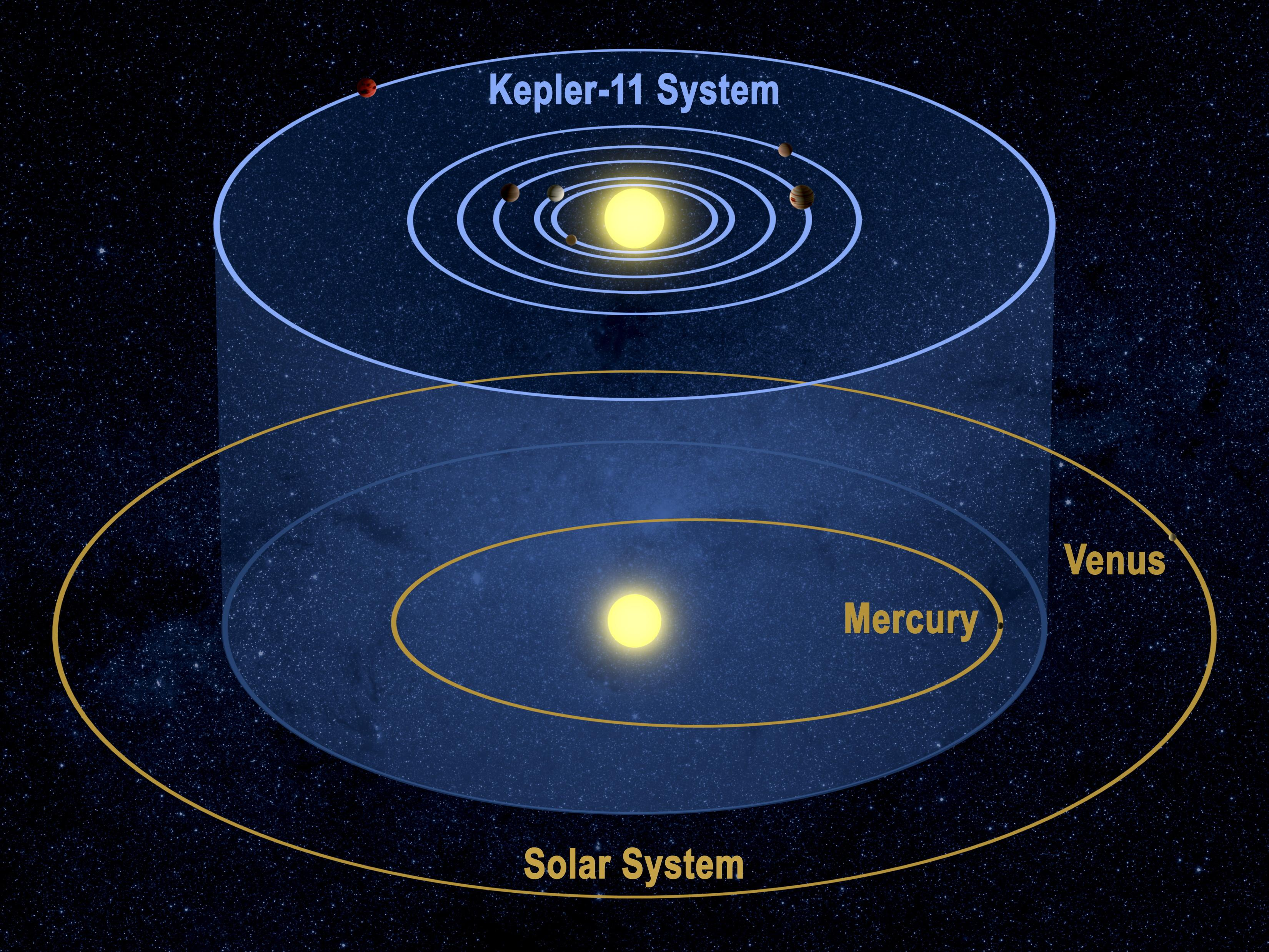
A órbita do Kepler-11, em comparação com as órbitas dos planetas Mercúrio e Vênus.

## Características
Kepler-11 é uma estrela de Classe G, que é aproximadamente 95% a massa e 110% e o raio de Sol. Tem uma temperatura de superfície de 5680 (± 100) K e tem 8 (± 2) bilhões de anos. Em comparação, o Sol tem cerca de 4.6 bilhões de anos e tem uma temperatura de superfície de 5778 K.
A magnitude aparente da estrela, aparece a partir da perspectiva da Terra, é de 13.7. Portanto, não pode ser vista a olho nu.

## Sistema planetário
Todos os planetas conhecidos em trânsito na estrela; isso significa que as órbitas de todos os seis planetas parecem atravessar na frente de sua estrela quando vistos do ponto de vista da Terra. Suas inclinações em relação à linha de visão da Terra, ou como muito acima ou abaixo do plano de visão variam de acordo com o grau. Isso permite que medições diretas dos planetas e diâmetros relativos (em comparação com a estrela-mãe) por meio do monitoramento de trânsito de cada planeta da estrela. As simulações sugerem que as inclinações mútuas médias das órbitas planetárias são cerca de 1°, ou seja, o sistema é provavelmente mais coplanar do que o Sistema Solar, onde o valor correspondente é de 2.3°.
As massas estimadas dos planetas b a f estão dentro da faixa entre os da Terra e Netuno. Suas densidades estimadas, são todos menores do que a da Terra, significa que nenhum deles tem uma composição semelhante a da Terra; uma atmosfera de hidrogênio significativa é indicada para os planetas d, e e talvez f, enquanto b e c, provavelmente, contêm quantidades substanciais de gelo, ou hidrogênio e hélio, ou ambos. As baixas densidades provavelmente resultam de ambientes de alto volume estendidos que rodeiam os núcleos de ferro, rocha, ou ambos. Os componentes internos do sistema planetário de Kepler-11 foram, na época de suas descobertas, os exoplanetas mais amplamente compreendidos menores que Netuno.
O sistema está entre os mais compactos conhecidos; as órbitas dos planetas b a f, caberiam facilmente dentro da órbita de Mercúrio, com o g apenas ligeiramente fora dela. Apesar de tão perto das órbitas, indicam que o sistema tem o potencial de ser instável em uma escala de tempo de bilhões de anos.
Nenhum dos planetas estão em baixa relação de ressonâncias orbitais, em que vários planetas gravitacionalmente puxão para estabilizar órbitas de cada um, resultando em razões simples de seus períodos orbitais. No entanto, b e c tem uma proporção de 5:4.
Não poderia concebivelmente ter outros planetas no sistema que não transitam a estrela, mas eles só seriam detectáveis pelos efeitos de sua gravidade no movimento dos planetas visíveis (tanto quanto como Netuno foi descoberto).
| Tamanho relativo e posições dos seis planetas de Kepler-11, e do Sistema Solar mais próximos do Sol para comparação. Os diâmetros dos planetas (mas não das estrelas) são ampliados por um fator de 50. |